# Fabrice Zango
Fabrice Zango Hugues (ur. 25 czerwca 1993 w Wagadugu) – burkiński lekkoatleta specjalizujący się w trójskoku.
Srebrny medalista uniwersjady i piąty trójskoczek igrzysk afrykańskich w 2015. Wicemistrz Afryki z Durbanu (2016). W 2017 triumfował na igrzyskach frankofońskich oraz zdobył drugie srebro uniwersjady. Szósty trójskoczek halowych mistrzostw świata w Birmingham (2018). W 2019 sięgnął po brąz mistrzostw globu w Dosze. W 2018, 2022 oraz 2024 roku otrzymał złoty medal mistrzostw Afryki.
Na igrzyskach olimpijskich Tokio 2020 zdobył brązowy medal w konkurencji trójskoku. Stał się tym samym pierwszym w historii Burkina Faso medalistą olimpijskim. W 2022 zdobył srebrny medal mistrzostw świata w Eugene, natomiast rok później w Budapeszcie wywalczył złoto światowego czempionatu. W 2024 został złotym medalistą światowego czempionatu w hali (2024), igrzysk afrykańskich, mistrzostw Afryki oraz zajął piąte miejsce na igrzyskach olimpijskich. Rok później wywalczył brąz halowych mistrzostw świata.

## Osiągnięcia
| Rok  | Impreza                   | Miejsce        | Pozycja           | Wynik |
| ---- | ------------------------- | -------------- | ----------------- | ----- |
| 2013 | Uniwersjada               | Kazań          | 6. miejsce        | 15,96 |
| 2013 | Igrzyska frankofońskie    | Nicea          | 10. miejsce       | 15,97 |
| 2015 | Uniwersjada               | Gwangju        | 2. miejsce        | 16,76 |
| 2015 | Mistrzostwa świata        | Pekin          | el. –             | NM    |
| 2015 | Igrzyska afrykańskie      | Brazzaville    | 5. miejsce        | 16,36 |
| 2016 | Mistrzostwa Afryki        | Durban         | 2. miejsce        | 16,81 |
| 2016 | Igrzyska olimpijskie      | Rio de Janeiro | el. – 34. miejsce | 15,99 |
| 2017 | Igrzyska frankofońskie    | Abidżan        | 1. miejsce        | 16,92 |
| 2017 | Uniwersjada               | Tajpej         | 2. miejsce        | 16,97 |
| 2018 | Halowe mistrzostwa świata | Birmingham     | 6. miejsce        | 17,11 |
| 2018 | Mistrzostwa Afryki        | Asaba          | 1. miejsce        | 17,11 |
| 2018 | Puchar interkontynentalny | Ostrawa        | 2. miejsce        | 17,02 |
| 2019 | Igrzyska afrykańskie      | Rabat          | 1. miejsce        | 16,88 |
| 2019 | Mistrzostwa świata        | Doha           | 3. miejsce        | 17,66 |
| 2021 | Igrzyska olimpijskie      | Tokio          | 3. miejsce        | 17,47 |
| 2022 | Mistrzostwa Afryki        | Saint-Pierre   | 1. miejsce        | 17,34 |
| 2022 | Mistrzostwa świata        | Eugene         | 2. miejsce        | 17,55 |
| 2023 | Igrzyska frankofońskie    | Kinszasa       | 1. miejsce        | 17,11 |
| 2023 | Mistrzostwa świata        | Budapeszt      | 1. miejsce        | 17,64 |
| 2024 | Halowe mistrzostwa świata | Glasgow        | 1. miejsce        | 17,53 |
| 2024 | Igrzyska afrykańskie      | Akra           | 1. miejsce        | 16,97 |
| 2024 | Mistrzostwa Afryki        | Duala          | 1. miejsce        | 17,18 |
| 2024 | Igrzyska olimpijskie      | Paryż          | 5. miejsce        | 17,50 |
| 2025 | Halowe mistrzostwa świata | Nankin         | 3. miejsce        | 17,15 |

## Rekordy życiowe
Stadion
- skok w dal – 7,71 (28 sierpnia 2020, Pierre-Bénite)
- trójskok (stadion) – 17,82 (6 lipca 2021, Székesfehérvár) – rekord Afryki / 17,83w (19 czerwca 2021, Madryt)

Hala
- trójskok (hala) – 18,07 (16 stycznia 2021, Aubière) – halowy rekord świata